# Kőszeghy László

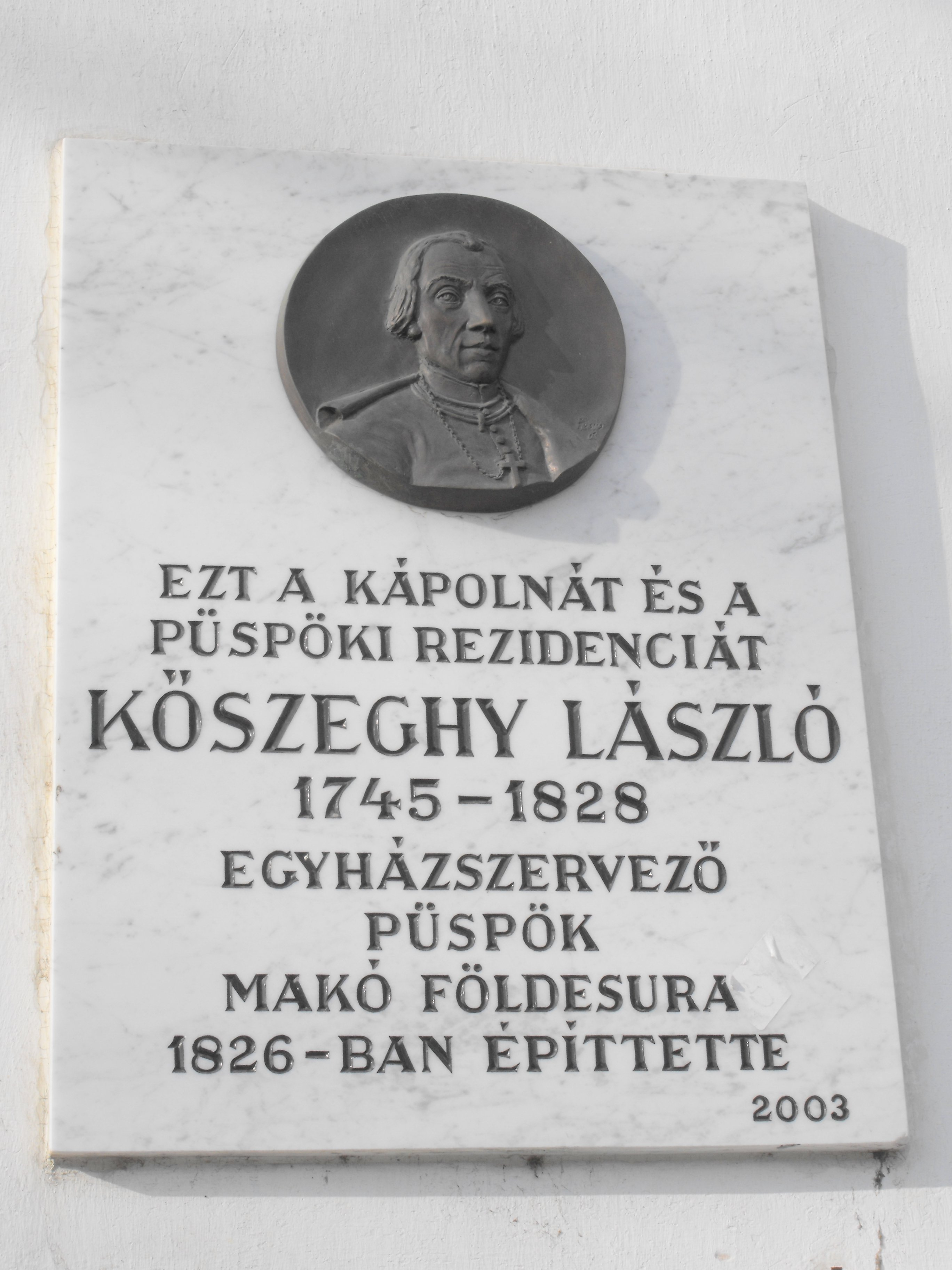
Emléktáblája Makón

Remetei Kőszeghy László (Szeged, 1745. június 25. – Temesvár, 1828. január 4.) csanádi püspök.

## Élete
A gimnázium felső két osztályát (poetica, rhetorica) a pesti piarista gimnáziumban végezte 1761 és 1763 között, a filozófiát pedig a budai jezsuitáknál. 1765. október 17-én Budán lépett be a jezsuita rendbe. A kétéves noviciátust Trencsénben végezte. A rend feloszlatásáig több jezsuita gimnáziumban is tanított: Nagybányán, Gyöngyösön és Budán, a rend feloszlatásának évében pedig Pécsen. Ezt a rend megszűnése után is folytatta a szónoklati és költészeti osztályban.
Miután teológiai tanulmányait elvégezte, miséspappá szentelték föl Grazban, 1776. június 1-jén. Ezután Pécsett tanított, majd 1778-ban a csanádi egyházmegyében ment át. 1779-ben csanádi kanonok, 1785-ben püspök-helyettes, 1788-ban püspöki helynök, 1798-ban nagyprépost, 1800. augusztus 16-án kinevezett, 1800. december 12-én megerősített csanádi püspök lett. 1801-ben felszentelték. Kőszeghy volt az, aki a káptalan számára megszerezte a ság-paráci uradalmat, majd 1804-ben megalapította a temesvári szemináriumot.
1821-ben egyházmegyei zsinatot hívott össze, a magyar papokat helyezett német falvakba. Sírja a temesvári székesegyházban található. Utóda a csanádi széken 1829-ben Török Antal lett. Olajfestésű arcképe korábban Dessewffy Sándor csanádi püspök képtárában volt.

## Munkái
- Lessus funebris magni ecclesiarum antistitis Georgii Klimo. Graecii, 1777
- Applausus, quum... dominus Emericus Christovics ritu solemni praesul inauguratus Csanadiensi ecclesiae praeficeretur, ab... concinnatus a. 1777, Uo.
- Oratio funebris ad solennes exequias... Emerici Christovics episcopi Csanadiensis ... in cathedrali ecclesia Csanadiensi celebratas die 21. Jamiarii anno 1799. Temesvarini
- Sermo per eam occasionem, qua gremiale dioecesis Csanadiensis seminarium in aedes olim iesuiticas Temesvarini introductum fuit, habitus 17. Novembr. 1806, Uo.
- Epistola pastoralis ad clerum Csanadiensem. Szegedini, 1806
- Homilia... episcopi Csanadiensis per occasionem visitationis canonicae habita, ac per Georgium Stocker ... germanice reddita. Temesvarini. 1811 (latin és német szöveg)